# Seveled
A Seveled 2019-ben bemutatott magyar romantikus filmvígjáték, melyet Orosz Dénes írt és rendezett.

## Cselekmény
Gergő édesanyja nagyon vágyik unokára. Mivel már öreg és beteg, ezért Gergő megkéri a szomszéd lányt Sacit, hogy játssza el a feleségét. De a mama végül nem hal meg.

## Szereplők
- Mészáros Béla – Hajdú Gergő
- Tenki Réka – Saci
- Básti Juli – Emma néni
- Rezes Judit – Dr. Vass Hedvig
- Mészáros Máté – Tóth Adonisz
- Molnár Áron – Robika
- Ónodi Eszter – Anna
- Szakács Hajnalka – Noémi
- Pálmai Anna – Petra
- Dér Zsolt – Zsolt
- Balázs Andrea – Klári
- Györgyi Anna – Dr. Sulyok
- Cserhalmi György – Károly
- Bodrogi Gyula – Géza
- Luca Bercovici – Frank Davenport
- Mátray László – Tibusz
- Andai Kati – Icuka
- Pogány Judit – Valika
- Fekete Ernő – Bajmonay
- Pavletits Béla – Banki ügyintéző
- Märcz Fruzsina – Tálas Ildikó
- Pataki Ferenc – Elegáns férfi
- Kurta Niké – Vivi
- Fekete Réka – Saci barátnője 2.
- Bartos Ági – Saci barátnője 3.
- Parti Nóra – Dóra
- Ficzere Béla – Őrmester
- Telekes Péter – Balázs
- Földesi Ágnes – René
- Karalyos Gábor – Nőgyógyász
- Várady Zsuzsi – Eszter
- Szász Júlia – Fruzsi
- Lénárdt Laura – Irma
- Urbanovits Krisztina – Magdi
- Konter László – Pap az esküvőn
- Ficza István – Pap a temetésen
- Matt Devere – Maffiozó 1.
- Björn Freiberg – Maffiozó 2.
- Kovács Máté – Fiú
- Pálfi Kata – Györgyi
- Mayer Maxim – Robikáék gyereke
- Mayer Maja – Panni
- Csépai Eszter – Fitos szőke
- Márkus Luca – Trendi csaj
- Grisnik Petra – Multis nő
- Szabó Vera – Pultos
- Horváth Alexandra – vékony nő
- Szakál Andrea – Hatyka vörös
- Boldoghy Bori – Edit

## Fogadtatás
A nézettségi adatok szerint  132 346 jegyet adtak el rá, és ezzel az eredménnyel mintegy 197 016 745 Ft bevételt termelt a jegypénztáraknál.
Ezzel 2019 második legnézettebb magyar filmje lett.

## Feldolgozások
A mozifilm cseh feldolgozást kapott, Lítá v tom címmel került a csehországi mozikba 2023. december 14.-én. Emellett az indiai Fox Star is megvette a film jogait.